# Guarephila albida
Guarephila albida är en tvåvingeart som beskrevs av Tavares 1909. Guarephila albida ingår i släktet Guarephila och familjen gallmyggor. Inga underarter finns listade i Catalogue of Life.